# Nicolae Kanabos
Nicolae Kanabos (alte denumiri Nikolaos Kanabos, Nicolaus Kanabus) a fost un împărat bizantin ales pe 27/27 ianuarie 1204 de adunarea Senatului Bizantin, preoți și mulțimile din Constantinopol contra co-împăraților Isaac al II-lea și Alexios al IV-lea. Deși el a fost ales de popor, el nu și-a exercitat cu adevărat funcția de împărat, refuzând să părăsească Biserica Sfânta Sofia din Istanbul. Alexios al V-lea care îi ținea închiși pe Isaac al II-lea și pe Alexios al IV-lea s-a oferit pentru a servi în administrație, dar Nicolas a refuzat să accepte condițiile sale. Pe 5 februarie, Alexios al V-lea Ducas Murtzuphlos l-a închis și l-a strangulat (sau posibil decapitat) în aceiași zi cu Alexios al IV-lea.
Istoricul Niketas Choniates îl descrie pe Nicolae ca fiind un om blând și inteligent.